# Mokichi Saitō
Pour les articles homonymes, voir Saito.
Mokichi Saitō (斎藤 茂吉, Saitō Mokichi) (né le 14 mai 1882, mort le 25 février 1953) est un psychiatre et poète japonais de l'ère Taishō.
Le psychiatre Shigeta Saitō est son premier fils, le romancier Morio Kita son second fils et l'essayiste Yuka Saitō, sa petite-fille.
Né dans le village de Kanakame, maintenant intégré dans la ville de Kaminoyama, préfecture de Yamagata, Saitō étudie auprès d'Itō Sachio, écrivain à l'origine de plusieurs magazines tels qu'Araragi dont il devient collaborateur après la mort de Sachio. Il laisse dix-sept recueils de waka et 17 907 poèmes. Médecin de famille de l'écrivain Ryūnosuke Akutagawa, il aide celui-ci à se suicider. Il a aussi écrit les essais sur les études de Kakinomoto no Hitomaro et de Minamoto no Sanetomo.Il reçoit l'Ordre de la Culture en 1951. 

## Note
1. ↑  Il a publi son édition de Kinkai Wakasyū de l'édition d'Iwanami Shoten en 1929.